# Shinagawa Prince Hotel
Le Shinagawa Prince Hotel est un complexe hôtelier japonais situé dans le quartier de Tokyo appelé Shinagawa. Situé en face de la gare de Shinagawa, il peut accueillir au sein de ses quatre tours un total de 3 679 visiteurs. Le complexe comporte en outre 19 restaurants, un multiplexe de dix salles, un cabaret, un bowling, une piscine couverte, des courts de tennis couverts et un centre de golf également couvert. Il inclut aussi un aquarium public appelé Aqua Park Shinagawa.
Les architectes du complexe sont les sociétés Takenaka Corporation et Taisei Corporation